# 佐藤元洋
佐藤 元洋（さとう もとひろ 1993年4月27日 - ）は、日本の男性ピアニスト。

## 来歴
静岡県掛川市出身。東京藝術大学音楽学部附属音楽高等学校を卒業後、東京藝術大学音楽学部器楽科ピアノ専攻に入学。卒業と同時に、アカンサス音楽賞、藝大クラヴィーア賞、同声会賞を受賞。ベルリン芸術大学マスター課程第３ゼメスターピアノソリスト専攻を卒業し、現在ベルリン芸術大学大学院に在籍、ビョルン・レーマン教授に師事。日本各地のほか、ソウル、ワルシャワ、パリ、ベルリン等での演奏会に出演。日本フィルハーモニー交響楽団、東京交響楽団、東京フィルハーモニー交響楽団、藝大フィルハーモニア管弦楽団、浜松交響楽団、仙台フィルハーモニー管弦楽団と共演。これまでに水野儀江、長谷川淳、清水将仁、伊藤恵の各氏に師事。

## 賞歴
- ピティナピアノコンペティションにおいて、A1級金賞、B級銀賞、 D級金賞及び特別賞、F級銅賞受賞。
- ショパン国際ピアノコンクール in ASIAにおいて、小学5・6年生部門金賞、中学生部門金賞及び特別賞、高校生部門銀賞受賞。
- 全日本学生音楽コンクール中学生部門第1位及び特別賞、高校生部門第3位。[1]
- 第4回ASIA国際音楽コンクールピアノ中学生部門第1位。
- 大阪国際音楽コンクールピアノAge-E部門第1位及び特別賞、Age-G部門第2位（1位なし）。
- 第18回夢コン～ピアノ・コンチェルト・フェスティバル～最優秀演奏賞グランプリ。
- 第12回浜松国際ピアノアカデミーコンクール5位入賞。[2]
- 第16回松方ホール音楽奨励賞受賞。
- 第11回東京音楽コンクール入選、第12回同コンクール第2位。[3]
- アルトゥール・シュナーベル国際ピアノコンクール第3位
- 第7回仙台国際音楽コンクールピアノ部門第4位入賞。[4]